# Lagopsis darwiniana
Lagopsis darwiniana là một loài thực vật có hoa trong họ Hoa môi. Loài này được Pjak mô tả khoa học đầu tiên năm 2007.